# Al Unser jr.

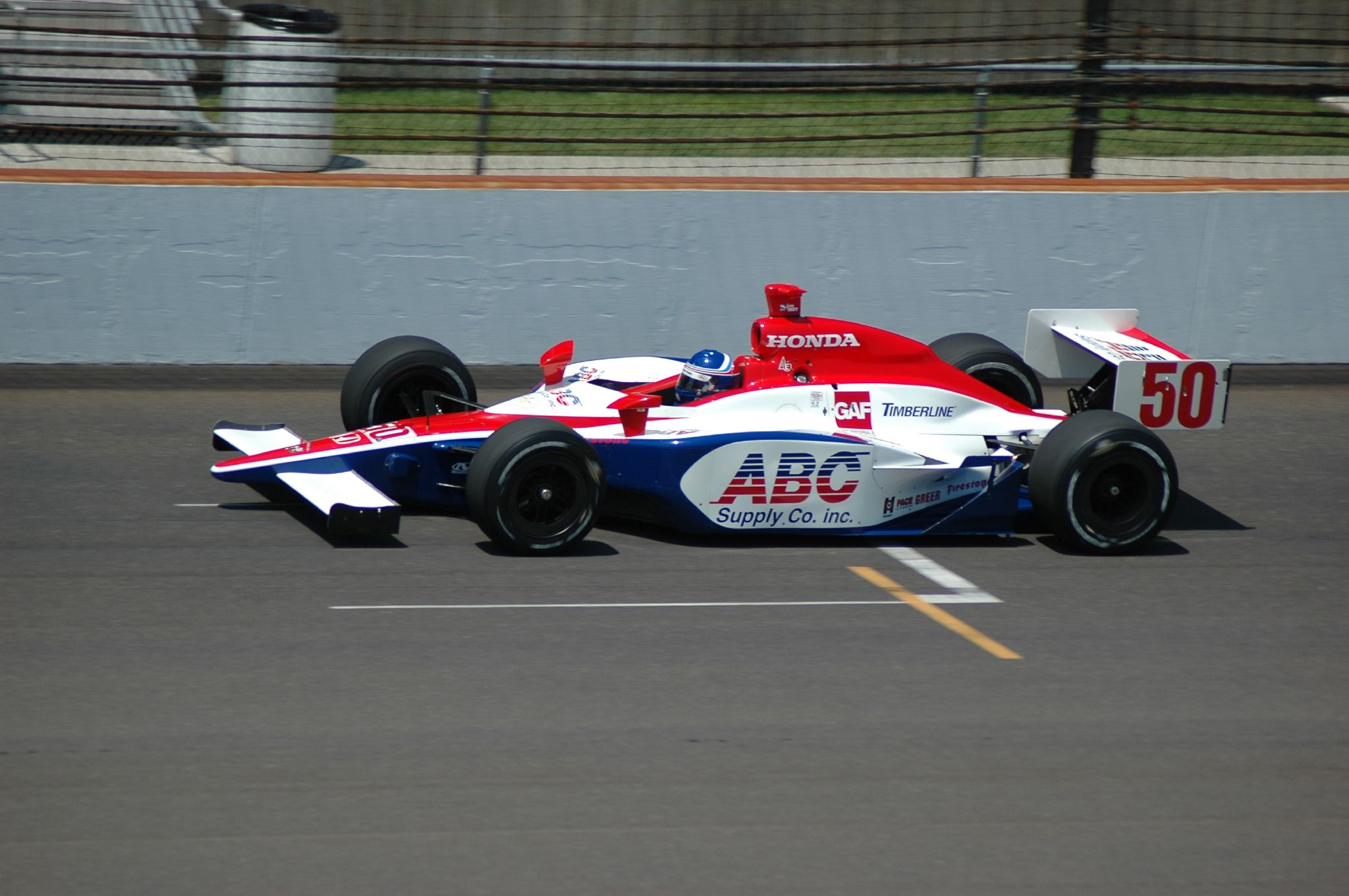
Unser in Indianapolis, 2007

Alfred Unser jr. (Albuquerque (New Mexico), 19 april 1962) is een Amerikaans autocoureur. Hij is tweevoudig Champ Car-kampioen en tweevoudig winnaar van de race in Indianapolis. Hij is de zoon van viervoudig Indianapolis 500-winnaar Al Unser en drievoudig Indianapolis 500-winnaar Bobby Unser is zijn oom. Zijn bijnaam is Little Al.

## Carrière
Unser won in 1981 de Super Vee titel en in 1982 de Can-Am-titel. In datzelfde jaar reed hij zijn eerste Champ Car-race; hij werd vijfde op Riverside International Raceway. In 1983 reed hij het eerste volledige seizoen in de Champ Car. Hij eindigde twee keer tweede in een race en werd zevende in de eindstand van het kampioenschap. Een jaar later won hij een eerste race, in Portland.
In 1985 won hij in East Rutherford en Cleveland en werd tweede in de eindstand op één punt van zijn vader Al Unser, die dat jaar de titel voor de tweede keer won. In 1986 won hij de laatste race van het seizoen in Miami en de 24 uur van Daytona, wat hij een jaar later nog eens overdeed.
In 1988 won hij vier Champ Car-races en werd hij tweede in de eindstand van het Champ Car-kampioenschap achter Danny Sullivan. In 1990 werd hij voor de eerste keer Champ Car-kampioen. Hij won dat jaar zes van de zestien races. In 1991 en 1992 werd hij derde in de eindstand van het Champ Car-kampioenschap. In 1992 reed hij voor de tiende keer op rij de Indianapolis 500-wedstrijd. In 1989 was hij tweede in deze race, zijn beste resultaat tot dan toe, maar de tiende deelname werd zijn eerste overwinning. Hij won de spannende race met 0.043 seconde voorsprong op Scott Goodyear, het kleinste verschil tussen de winnaar en tweede in de geschiedenis van de race tot dan toe.
In 1994 won hij voor de tweede keer op Indianapolis en werd hij ook voor de tweede keer Champ Car-kampioen. Hij won dat jaar acht van de zestien races. Een jaar later won hij vier keer en werd hij tweede in de eindstand. De race in Vancouver dat jaar werd meteen ook zijn laatste overwinning in de Champ Car. Hij bleef nog vier jaar in deze raceklasse en maakte in 2000 de overstap naar de Indy Racing League.
Vanaf 2000 reed hij vier volledige seizoenen in de Indy Racing League. Hij won in totaal drie races en 2003 was het laatste volledige seizoen dat Unser reed. Hij reed nog drie races in 2004, waarvan de Indianapolis 500, en reed deze race ook in 2006 en 2007.

## Resultaten
Champ Car-resultaten (aantal gereden races, aantal maal in de top 5 van een race, eindpositie kampioenschap en punten)
| Jaar | Races | 1ste | 2de | 3de | 4de | 5de | Rang | Ptn |
| ---- | ----- | ---- | --- | --- | --- | --- | ---- | --- |
| 1982 | 1     | -    | 1   | -   | -   | 1   | 21   | 30  |
| 1983 | 13    | -    | 2   | -   | 2   | -   | 7    | 89  |
| 1984 | 16    | 1    | 1   | 1   | 3   | -   | 6    | 103 |
| 1985 | 15    | 2    | 3   | 3   | 1   | -   | 2    | 150 |
| 1986 | 17    | 1    | 2   | 1   | 1   | 2   | 4    | 137 |
| 1987 | 15    | -    | 2   | 2   | 2   | 1   | 3    | 107 |
| 1988 | 15    | 4    | 1   | -   | 3   | -   | 2    | 149 |
| 1989 | 15    | 1    | 3   | 1   | 2   | 1   | 5    | 136 |
| 1990 | 16    | 6    | 1   | 3   | 2   | -   | 1    | 210 |
| 1991 | 17    | 2    | 3   | 2   | 5   | 1   | 3    | 197 |
| 1992 | 16    | 1    | 2   | 3   | 3   | 1   | 3    | 169 |
| 1993 | 16    | 1    | -   | -   | 1   | 4   | 7    | 100 |
| 1994 | 16    | 8    | 3   | -   | -   | -   | 1    | 225 |
| 1995 | 16    | 4    | 2   | 1   | -   | 1   | 2    | 161 |
| 1996 | 16    | -    | 2   | 2   | 3   | 1   | 4    | 125 |
| 1997 | 17    | -    | -   | 1   | 2   | 1   | 13   | 67  |
| 1998 | 19    | -    | -   | 1   | -   | 2   | 11   | 72  |
| 1999 | 17    | -    | -   | -   | -   | 1   | 21   | 26  |

IndyCar Series-resultaten (aantal gereden races, aantal maal in de top 5 van een race, eindpositie kampioenschap en punten)
| Jaar | Races | 1ste | 2de | 3de | 4de | 5de | Rang | Ptn |
| ---- | ----- | ---- | --- | --- | --- | --- | ---- | --- |
| 2000 | 9     | 1    | -   | 2   | -   | -   | 9    | 188 |
| 2001 | 13    | 1    | -   | 1   | 1   | -   | 7    | 287 |
| 2002 | 13    | -    | 2   | -   | -   | 2   | 7    | 311 |
| 2003 | 16    | 1    | -   | -   | 2   | 1   | 6    | 374 |
| 2004 | 3     | -    | -   | -   | -   | -   | 24   | 44  |
| 2006 | 1     | -    | -   | -   | -   | -   | 35   | 12  |
| 2007 | 1     | -    | -   | -   | -   | -   | 32   | 10  |